# 宋琛
宋琛（1990年1月3日—），是一名中国足球运动员。

## 简介
2009年，宋琛随大连实德梯队入选辽宁全运队参加全运会足球项目，球队获得第四名。
2010年2月，深圳红钻从大连实德以每人两万元的转会费同时引进权恒和宋琛两名球员，但宋琛从未进入大连实德的一线队球员名单，宋琛与深圳红钻签订五年合同。在赛季后半段，刚来时自嘲只有不到半场体力的宋琛在球队打上主力位置。
2011年，法国名帅特鲁西埃执教深圳红钻之后，更强调整体战术，宋琛因无法融入到特鲁西埃的战术体系里而失去了上场机会，他只能跟随预备队打预备队联赛。为了得到更多的上场机会，宋琛向深圳红钻提出转会离开球队，但不久后又重新归队。
2012年2月，辽宁宏运以五十万签入宋琛，签署了一份为期5年的合约。2013年，宋琛租借加盟中乙球队青海森科。